# Ipochira albomaculipennis
Ipochira albomaculipennis là một loài bọ cánh cứng trong họ Cerambycidae.